# Изненадна смрт
Изненадна смрт (енгл. Sudden Death) је амерички акциони трилер филм из 1995. године режисера Питера Хајмса, са Жаном-Клодом ван Дамом, Пауерсом Бутом, Рејмондом Џејом Беријем и Доријаном Хервудом у главним улогама. Радња прати ватрогасца Дарена Мекорда, који мора да заустави групу терориста предвођену Џошуом Фосом, бившим владиним агентом, који намерава све присутне у једној хокејашкој дворани, рачунајући потпредседника САД и његову децу, да дигне у ваздух, уколико му не буде исплаћена одређена сума новца. Филм представља другу сарадњу између режисера Питера Хајмса и Ван Дама, након филма Временски полицајац, снимљеног годину дана раније.
Филм је у биоскопима САД премијерно објављен 22. децембра 1995. године, а укупна зарада се процењује на 64,4 милиона $, што је скоро дупло више у односу на цифру коју је износио продукцијски буџет. У тренутку објављивања, филм је добио генерално помешане оцене од стране критичара, али упркос томе данас га многобројни критичари, као и публика сматрају једним од најбољих Ван Дамових филмова икада. 29. септембра 2020. године објављен је и римејк под називом Добродошли у изненадну смрт, који је рађен у продукцији Universal Pictures-a и Netflix-a. 

## Радња
Након што пре две године из пожара није успео да спаси девојчицу, ватрогасац Дарен Мекорд мучен грижом савести повукао се из службе, развео од своје супруге Кети, и запослио као ватрогасни инспектор хокејашке дворане. На дан одржавања важне утакмице, на којој ће бити и потпредседник САД, Дарен одлучује да поведе и своју децу, сина Тајлера и кћерку Емили. Међутим, Дарен ни не слути да ће у дворану такође ући група терориста на челу са Џошуом Фосом, бившим владиним агентом, који потпредседника и остале чланове ложе узима као таоце, са само једним циљем - да му се пре краја утакмице на посебне банковне рачуне пребаци 1.700 милијарди долара или ће у противном сви у дворани, рачунајући и њега самог, одлетети у ваздух. Дарен ускоро сазнаје за Фосов покварени план, и креће у акцију демонтирања експлозивних мини које су постављене свуда по дворани, како би спасао све присутне, укључујући и своју децу.

## Улоге
| Глумац            | Улога                                |
| ----------------- | ------------------------------------ |
| Жан-Клод ван Дам  | Дарен Мекорд                         |
| Пауерс Бут        | Џошуа Фос                            |
| Рејмонд Џеј Бери  | потпредседник САД, Данијел Биндер    |
| Доријан Хервуд    | агент Метју Холмарк                  |
| Витни Рајт        | Емили Макорд                         |
| Рос Малингер      | Тајлер Макорд                        |
| Кејт Мекнил       | Кети                                 |
| Џенифер Д. Баузер | Џоан                                 |
| Мајкл Гастон      | Хики, Фосов компјутерски хакер       |
| Пол Мохник        | Ендру Ферара                         |
| Одра Линдли       | гђа. Ферара                          |
| Брајан Дилејт     | Блер                                 |
| Фејт Минтон       | Карла                                |
| Бил Клемент       | спикер                               |
| Џек Ерди          | Фосов плаћеник                       |
| Бернард Канепари  | Џеферсон, плаћеник 1                 |
| Џофери Браун      | Вутон, плаћеник 2                    |
| Мени Пери         | Броди, плаћеник 3                    |
| Стив Еронсон      | Дули, плаћеник 4                     |
| Мајкл Р. Обел     | Ејс, плаћеник 5                      |
| Бил Далзел        | Спота, плаћеник 6                    |
| Ед Еванко         | Балдуин, плаћеник 7                  |
| Џеф Хаберстад     | Луис, плаћеник 8                     |
| Џон Хејтли        | Бриџс, плаћеник 9                    |
| Кејн Ходер        | Марфи, плаћеник 10                   |
| Џеф Хауел         | Азборн, плаћеник 11                  |
| Фред Манкусо      | Прат, плаћеник 12                    |
| Бред Мониз        | Туви, плаћеник 13                    |
| Брајан Смрз       | Демски, плаћеник 14                  |
| Милтон Е. Томпсон | Курц, плаћеник 15                    |
| Фред Во           | Блуто, плаћеник 16                   |
| Дин Е. Велс       | Клонер, плаћеник 17                  |
| Рејмонд Лејн      | Мулард, плаћеник 18                  |
| Томас Сачо        | пилот хеликоптера                    |
| Брајан Хачинсон   | непознати агент                      |
| Џеф Џимерсон      | себе, певач химне Питсбург пенгвинса |
| Мајк Ланг         | коментатор 1                         |
| Пол Стајгервалд   | коментатор 2                         |
| Џон Барберо       | најављивач утакмице                  |

### Играчи хокеја
| Глумац                         | Улога                   |
| ------------------------------ | ----------------------- |
| Џеј Кофилд                     | Бред Толивер            |
| играчи Cleveland Lumberjacks-а | играчи Чикаго блекхокса |
| Ијан Моран                     | Крис Челиос             |
| Лук Робитејл                   | себе                    |
| Маркус Наслунд                 | себе                    |
| Берни Николс                   | себе                    |
| Кен Регет                      | себе                    |
| Марк Качовски                  | себе                    |